# Hemiodus argenteus
Hemiodus argenteus is een straalvinnige vissensoort uit de familie van de penseelvissen (Hemiodontidae). De wetenschappelijke naam van de soort is voor het eerst geldig gepubliceerd in 1909 door Pellegrin.
De vis wordt tot 23,7 cm lang en komt voor in Brazilië, Guyana, Suriname en Venezuela. De soort is een van twee Hemiodus-soorten die in het Brokopondostuwmeer voorkomen. Het is een langwerpige zilveren vis met een opvallende zwarte stip op zijn flank en een zwarte streep op zijn onderstaart. Zoals alle Hemiodus-soorten is de vis een actieve en snelle zwemmer. Ze worden wel in aquaria gehouden, waar zij zich het beste voelen in een schooltje van minimaal zes vissen. Het is een nerveuze vis die zich bezeren kan of uit het water springen als er onverhoedse verstoringen zijn. De vis eet in het wild voornamelijk ongewervelde diertjes en mogelijk kleinere visjes, hoewel het een omnivoor is en in gevangenschap niet kieskeurig is. Nakweek in gevangenschap is niet bekend.